# Talija (nimfa)
Talija (grč. Θαλεια, Tháleia) u grčkoj mitologiji bila je nimfa, Hefestova kći. Prema drugim izvorima bila je Zeusova i Eurinomina kći, jedna od Gracija (Harita), zajedno s Aglejom i Eufrozinom.

## Etimologija
Talijino ime izvedeno je od grčke riječi θάλλω, thallô = "cvjetati" te ono znači "cvjetna".

## Mitologija
Talija je živjela na brdu Etni na Siciliji. Volio ju je Zeus, ali bojeći se Herina gnjeva, tražila je da je sakrio ispod zemlje. Ondje je rodila Palikoi, bogove blizance sicilskih gejzira.

## Vanjske poveznice
- Nimfa Talija u klasičnoj literaturi (engl.)